# Gens Pòrcia
La gens Pòrcia (en llatí Porcia gens) va ser una gens romana d'origen plebeu. No es menciona fins a la meitat del segle iii aC.
El primer membre que va arribar al consolat va ser el famós Marc Porci Cató Censorí l'any 195 aC. El nom derivava de Porcus (porc), i feia referència a la cria o alimentació del bestiar porcí. Els Porcii estaven dividits en tres branques familiars durant la república, els Laeca els Licinius i els Cato. En època imperial apareixen altres cognoms.